# Tröpfchenheiserkeit
Als Tröpfchenheiserkeit wird bei Kernspaltflöten (z. B. der Blockflöte) eine Störung der Tonerzeugung bezeichnet, die durch Niederschlag von Kondenswasser im Windkanal hervorgerufen wird.
Die Feuchtigkeit aus der Atemluft kondensiert an den kühleren Wänden im Windkanal des Instruments und bildet Tropfen, die den Luftstrom ablenken und zu Turbulenzen führen. Dadurch strömt die Luft nicht mehr laminar aus dem Windkanal gegen die Labialkante. Der Ton wird schwach und beginnt zu rauschen, das Instrument neigt dabei zum Überblasen. Im Extrem kommt überhaupt kein Ton zustande.
Ähnliche Symptome zeigen sich auch bei der Blockheiserkeit.

## Methoden zur Vermeidung
- Vorwärmen des Flötenkopfes mit der Hand oder in der Hosentasche
- Behandlung mit Netzmitteln zur Verringerung der Oberflächenspannung